# ドゥリープ・シング
ドゥリープ・シング（パンジャーブ語: دلیپ سنگھ / ਦਲੀਪ ਸਿੰਘ, 英語: Duleep Singh, 1838年9月6日 - 1893年10月22日）は、北インドのパンジャーブ地方、シク王国の最後の君主（在位：1843年 - 1849年）。ダリプ・シング（Dalip Singh）とも呼ばれ、「パースシャーの黒太子」（Black Prince of Perthshire）の異名でも知られる。
その人生は王として在位したよりもそうでなかった時期の方が長かった。シク戦争終了後はイギリスの保護を受けてシク教からキリスト教に改宗したり、時にはキリスト教からシク教に再改宗してイギリスに反抗したりと、非常に数奇な人生を送った人物である。
また、「世界最大のダイヤモンド」と呼ばれたコーヒ・ヌール（光の山）のインド側における最後の所有者でもあった。

## 生涯

### 即位

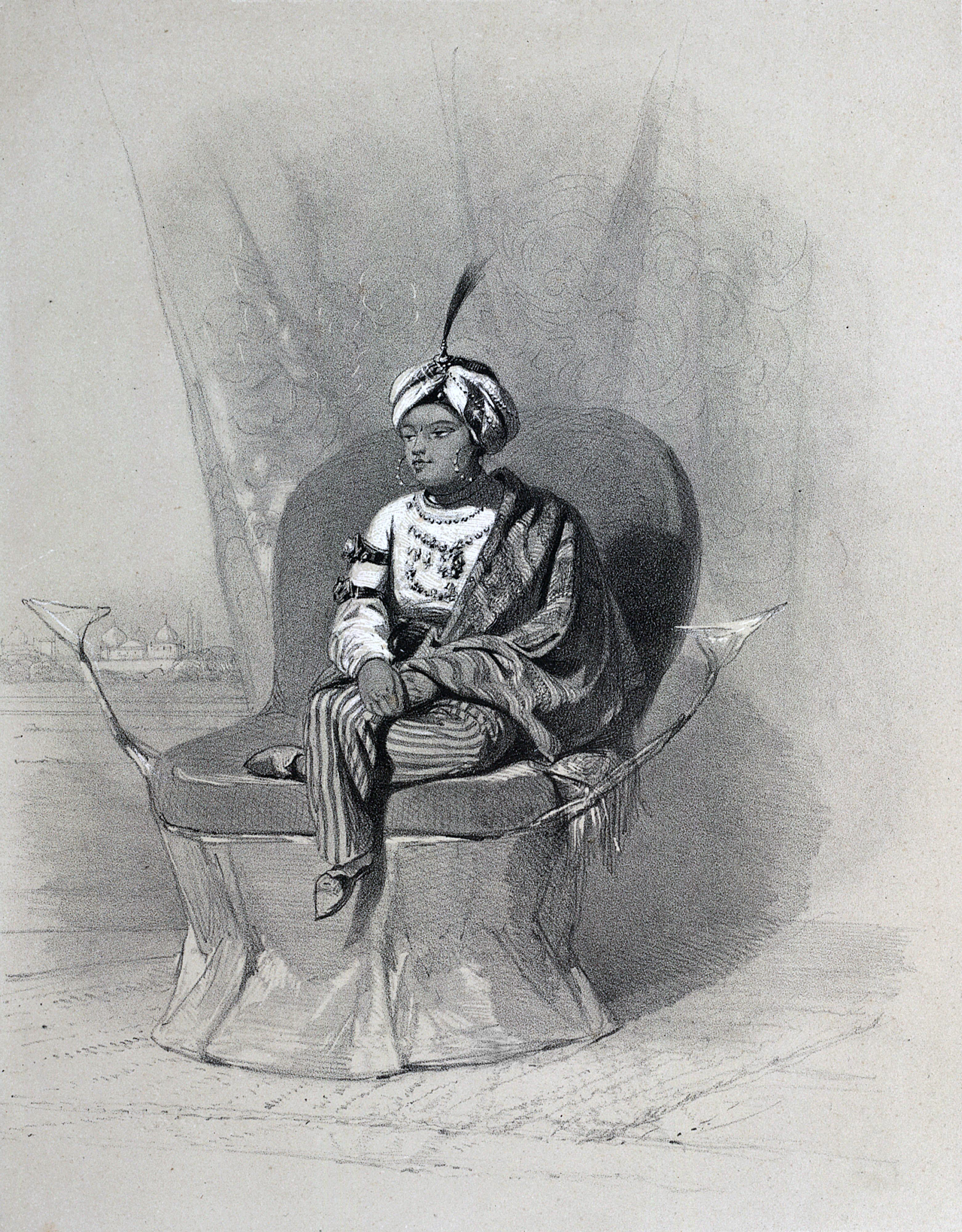
王座に座るドゥリープ・シング

1838年9月6日、シク王国の君主ランジート・シングの末の息子として生まれた。母はジンド・カウルである。
1843年9月15日、兄で王国の君主シェール・シングは宰相とともにその従兄弟によって暗殺された。新たに宰相となったドゥリープ・シングの母方の叔父ジャワーハル・シングは直ちにこの反乱を鎮圧した。
しかし、ランジート・シングの死後に続く一連の内乱で軍隊のカールサーが台頭し、9月21日にジャワーハル・シングを殺害し、シェール・シングの弟ドゥリープ・シングを王座に付けた。
このとき、ドゥリープ・シングはまだ5歳の幼児であり、その全権はカールサーに握られて、彼ら軍の独裁が続くこととなる。

### シク戦争と王国の英国併合

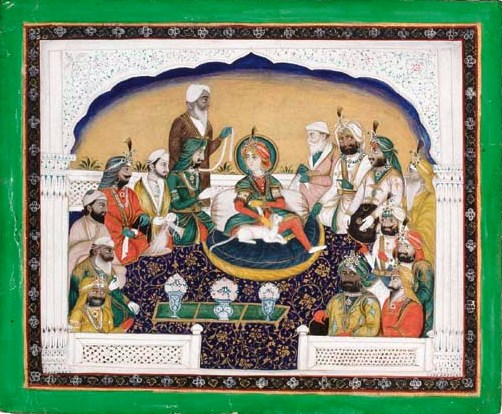
ドゥリープ・シングと廷臣（ダルバール、1845年）

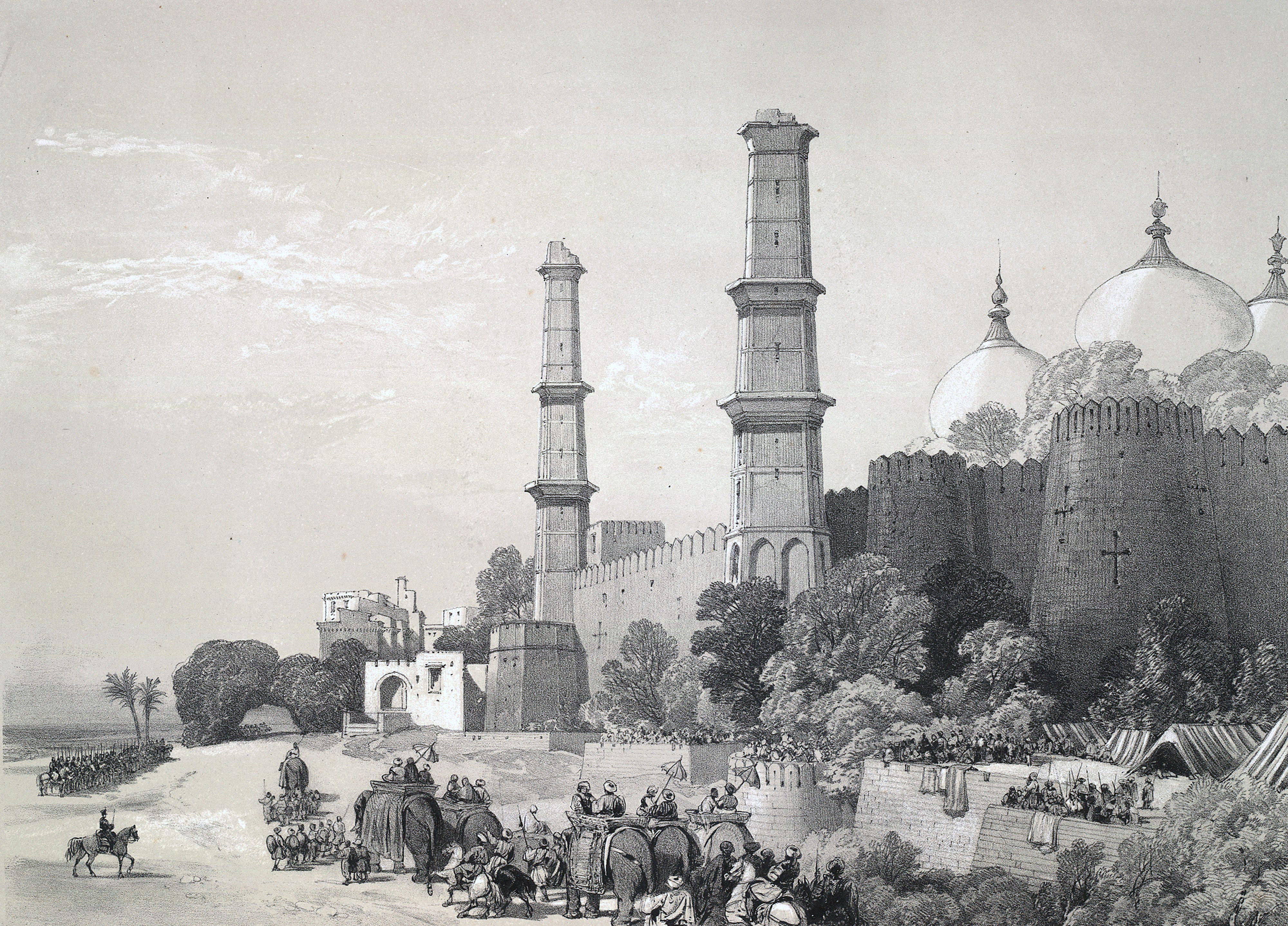
ラホール城から出るドゥリープ・シング

カールサーは愛国的で勇敢であったが、全く統制のとれていない軍隊であった。その結果、1809年にランジート・シングと不可侵条約アムリトサル条約 (1809年)を結んだイギリスは、それが忠実に守られていたにもかかわらず、シク王国の広大な領土に目を向けるようになった。
1845年12月、シク王国の軍隊はイギリスの挑発的な行動に乗せられ、イギリスとの戦争に突入した（第一次シク戦争）。ところが、宰相のラール・シングと軍総司令官のテージ・シングはひそかにイギリスに通じていた。
1846年3月8日、シク王国はイギリスに敗北を認め、ラホール条約を結んで講和した。これにより、首都ラホールにはイギリス人の駐在官が置かれ、王国は多くの領土の割譲を余儀なくされ、軍隊も縮小を余儀なくされた。
同年12月16日には別の条約の締結を余儀なくされ、イギリスの駐在官は王国においてあらゆる権限を行使できるようになり、自らの判断で王国の各地に駐屯地を置くことが認められた。
しかし、1848年5月、これらの植民地支配による各種の改革に不満だった人々が反乱を起こし、第二次シク戦争が勃発したが、弱体化したシク王国はもはやイギリスの敵ではなかった。
こうして、1849年3月26日にシク王国はイギリスに降伏し、29日にイギリスはその領土を併合して、インドの植民地を完成した 。
同年12月21日、ドゥリープ・シングは5万ポンドの年金をあてがわれ、パンジャーブのラホールからアワドのファテーガルに移動させられた。またこのとき、インド総督ダルフージーによって、彼とその一族の土地は取り上げられ、父ランジート・シングが手に入れたコーヒ・ヌールのダイヤモンドもに同様に取り上げられた。

### 戦後の生活

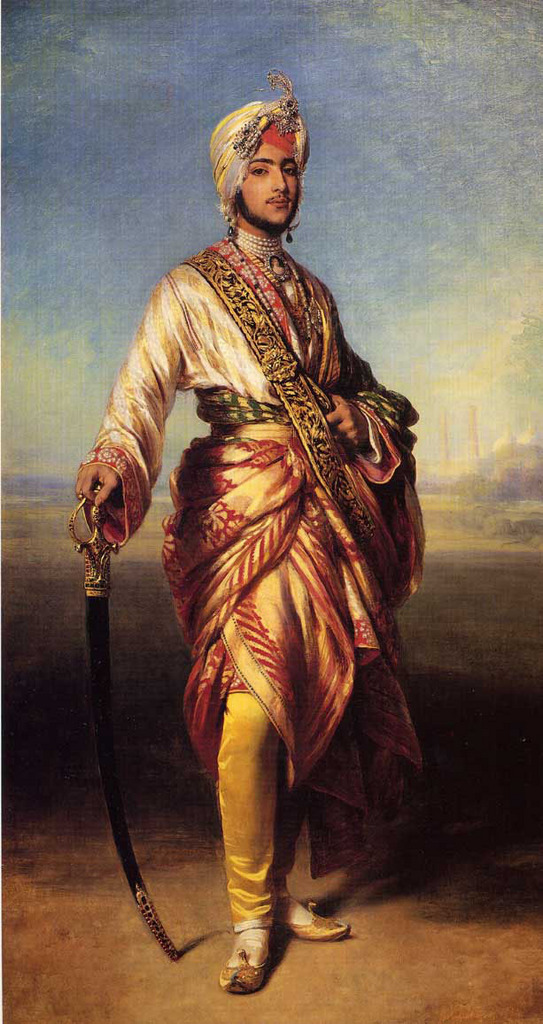
ドゥリープ・シング（1854年）

その後、ドゥリープ・シングは家族やイギリス側の人物以外とは極力面会を避けられ、イギリス思想に基づく教育を受けさせられた。その結果、1853年に彼はシク教の信仰を捨て、キリスト教へと改宗してしまった。
同年、ドゥリープ・シングはイギリスに定住する許可を受け、インドを離れてイギリスへと赴き、そこでイギリス女王ヴィクトリアとも面会した。このとき、ヴィクトリアはターバンをまいた彼の姿に大変興味を示し、親愛の情をもって接したという。
1855年以降、ドゥリープ・シングはスコットランドに定住し、この頃から「パースシャーの黒太子」と人々の間で呼ばれるようになった。
1863年、イングランドにいた母ジンド・カウルが死亡すると、ドゥリープ・シングはイングランドに定住するようになった。
ドゥリープ・シングはイギリスに定住している間、何人かの女性と結婚し、9人の子供をもうけた。子供たちには全員ヨーロッパ風の名前が付けられている。

### 反抗と死

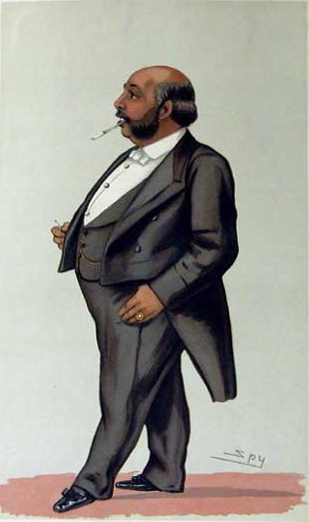
晩年のドゥリープ・シング（1882年）

ドゥリープ・シングはその晩年、キリスト教からシク教への改宗を強く望むようになったが、1886年にイギリス当局はこれを拒否した。
そのため、同年にドゥリープ・シングは家を売却し、イギリスからパンジャーブへと帰還しようとした。とはいえ、彼はイギリス領であったインドへはもどらず、ひとまずフランスへと逃げ、そこで自身の王位の正当性をフランス当局に訴えた。
1888年、ドゥリープ・シングはシク教に改宗したものの、イギリスの妨害によりフランスでの活動はうまくいかず、ロシアへと赴いた。彼はロシア皇帝アレクサンドル3世にインド侵攻を要請しようと計画したが、まもなく極貧の状態に陥り、のちにヴィクトリア女王の恩赦を受けた。
1893年10月22日、ドゥリープ・シングはフランスの首都パリで死亡した。55歳だった。彼は生前、自身の遺体はインドに埋葬されることを望んでいたが、これもまたイギリスに拒否され、結局遺体はイギリスのエルブデンにあるキリスト教会に埋葬された。

## 家族

### 父母
- 父・ランジート・シング （シク王）
- 母・ジンド・カウル

- ランジート・シング
- ジンド・カウル

### 兄弟
- 兄・カラク・シング （シク王）
- 兄・シェール・シング （シク王）

他5名の兄
- カラク・シング
- シェール・シング

### 子女
- 息子・名称不明（1865年7月4日 - 1865年8月5日）
- 息子・ヴィクター・ドゥリープ・シング（Victor Duleep Singh, 1867年7月10日 - 1918年6月7日）
- 息子・フレデリック・ドゥリープ・シング（Frederick Duleep Singh, 1868年1月26日- 1926年8月15日）
- 娘・バンバ・ドゥリープ・シング（Bamba Duleep Singh, 1869年9月29日 - 1957年10月3日）
- 娘・キャサリン・ドゥリープ・シング（Catherine Duleep Singh, 1871年10月21日 - 1942年11月8日）
- 娘・ソフィア・ドゥリープ・シング（Sophia Duleep Singh, 1876年8月8日 - 1948年8月22日）
- 息子・アルバート・ドゥリープ・シング（Albert Duleep Singh, 1879年8月20日 - 1893年4月22日）

他2名の娘
4男3女をもうけたが、シク王家の家長を継いだヴィクターは放蕩の末に1908年に破産、10年後に世を去った。その跡を継いだフレデリックにも子どもが無く、シク王家は断絶する。長女バンバはインドで独立運動家を支援し、二女のキャサリン・三女のソフィアはともに女性参政権運動に関わった。
- ヴィクター・ドゥリープ・シング
- バンバ・ドゥリープ・シング
- バンバ、キャサリン、ソフィア

## ギャラリー
- ドゥリープ・シング（1852年）
- ドゥリープ・シング（1854年）
- ドゥリープ・シング（1861年）
- ドゥリープ・シング像（1999年にチャールズ王太子によって設立された）